# Seznam památných stromů v okrese Česká Lípa
Toto je seznam památných stromů v okrese Česká Lípa, v němž jsou uvedeny památné stromy na území okresu Česká Lípa.
| Název                                                                          | Obrázek                                            | Umístění                                                | Druh | Obvod [v cm] | Kód wikidata     | Galerie                                                                                | Poznámka |
| ------------------------------------------------------------------------------ | -------------------------------------------------- | ------------------------------------------------------- | --- | --- | ---------------- | -------------------------------------------------------------------------------------- | --- |
| Bohatický dub                                                                  |                                                    | Bohatice 50°40′18″ s. š., 14°41′3″ v. d.                | dub letní                                                                                                   | 282 | 106348 Q75570053 |                                                                                        | V otevřené krajině severně od vsi v mírném svahu, směrem k Ptačímu vršku. Strom chráněn od 12. 11. 2019.                                                                                        |
| Lípa v Brništi                                                                 |                                                    | Brniště 50°43′55″ s. š., 14°42′11″ v. d.                | lípa velkolistá                                                                                             | 720 | 102202 Q26787660 | Kategorie „Lípa velkolistá v Brništi“ na Wikimedia Commons                             | V obci u místní komunikace, poblíž stodoly statku |
| Lípa v Brništi u Nesvačila                                                     | Lípa v Brništi u Nesvačila                         | Brniště 50°43′39″ s. š., 14°42′20″ v. d.                | lípa malolistá                                                                                              | 512 | 102175 Q26787640 | Kategorie „Lípa v Brništi u Nesvačila“ na Wikimedia Commons                            | V centru obce, ve svahu nad komunikací u čp. 34 |
| Lipová alej sv. Mikuláše                                                       |                                                    | Brniště 50°43′20″ s. š., 14°42′29″ v. d.                | lípa srdčitá a lípa velkolistá                                                                              | 55−390 | 106346 Q76810031 | Kategorie „Lipová alej sv. Mikuláše“ na Wikimedia Commons                              | Skupina 18 stromů (z toho 5 lip malolistých a 13 lip velkolistých) starých 20 až 200 let okolo kostela sv. Mikuláše. Stromy chráněny od 3. 8. 2013.                                             |
| Krogmanův dub                                                                  |                                                    | Břevniště pod Ralskem 50°42′42″ s. š., 14°52′38″ v. d.  | dub letní                                                                                                   | 370 | 105386 Q26789831 |                                                                                        | Vpravo od komunikace Hamr-Osečná na zbořeništi nad bývalým mlýnem |
| Lípa a dub ve Cvikově                                                          |                                                    | Cvikov 50°45′56″ s. š., 14°38′58″ v. d.                 | dub letní (1) lípa velkolistá (1)                                                                           | 0 | 102165 Q26779364 |                                                                                        | Na zahradě u domu čp. 182, po levé straně silnice ze Cvikova do Lindavy |
| Lípa velkolistá na Dolním předměstí Cvikova                                    |                                                    | Cvikov 50°46′12″ s. š., 14°38′31″ v. d.                 | lípa velkolistá                                                                                             | 378 | 102188 Q26787648 |                                                                                        | V lokalitě Dolní Předměstí u bývalé zemědělské usedlosti |
| Buk lesní v Moskevské ulici v České Lípě                                       | Buk lesní v Moskevské ulici v České Lípě           | Česká Lípa 50°41′4″ s. š., 14°32′44″ v. d.              | buk lesní nachový                                                                                           | 385 | 104688 Q26789330 | Kategorie „Českolipský buk lesní“ na Wikimedia Commons                                 | V jihovýchodním rohu zahrady u vily, patřící a.s. Narex, cca 10 m na sever od Ploučnice |
| Jilmy u Vodního hradu                                                          | Jilmy u Vodního hradu                              | Česká Lípa 50°41′4″ s. š., 14°32′23″ v. d.              | jilm vaz (4)                                                                                                | 0 | 105429 Q26779355 | Kategorie „Jilmy u hradu Lipý“ na Wikimedia Commons                                    | Na jižním okraji města u Vodního hradu 300 m na jihovýchod od náměstí, 3 + 1 |
| Jinan dvojlaločný u Obchodní akademie v České Lípě †                           |                                                    | Česká Lípa                                              | jinan dvoulaločný                                                                                           | 197 | 104689           |                                                                                        | Zadní trakt Obchodní akademie |
| Liliovník v České Lípě                                                         | Liliovník v České Lípě                             | Česká Lípa 50°40′54″ s. š., 14°32′18″ v. d.             | liliovník tulipánokvětý                                                                                     | 230 | 102177 Q26787642 | Kategorie „Liliovník Česká Lípa“ na Wikimedia Commons                                  | Na travnatém prostranství poblíž řeky mezi sportovním areálem a objekty OSBD a Státní spořitelny                                                                                                |
| Lípa Svobody v České Lípě                                                      | Lípa Svobody v České Lípě                          | Česká Lípa 50°41′34″ s. š., 14°31′54″ v. d.             | lípa srdčitá                                                                                                | 181 | 102167 Q26787632 | Kategorie „Lípa svobody v České Lípě“ na Wikimedia Commons                             | Na severozápadním okraji města, na křižovatce ulic Železničářská, Českokamenická, Slovanka |
| Lípy u kostela sv. Máří Magdaleny                                              | Lípy u kostela sv. Máří Magdaleny                  | Česká Lípa 50°40′58″ s. š., 14°32′9″ v. d.              | lípa velkolistá (1) lípa srdčitá (1)                                                                        | 0 | 102210 Q26779353 | Kategorie „Lípy u českolipského kostela“ na Wikimedia Commons                          | U městské komunikace v zahradě kostela sv. Maří Magdaleny |
| Topol černý na sídlišti Sever v České Lípě                                     | Topol černý na sídlišti Sever v České Lípě         | Česká Lípa 50°41′51″ s. š., 14°32′7″ v. d.              | topol černý                                                                                                 | 450 | 104690 Q26789331 | Kategorie „Českolipský topol černý“ na Wikimedia Commons                               | Na prostranství mezi bytovými domy na Severní ulici |
| Smrk Vrabcov                                                                   | Smrk Vrabcov                                       | Deštná u Dubé                                           | smrk ztepilý                                                                                                | 298 | 102182 Q26787645 |                                                                                        | Kmen porostlý břečťanem v zahradě u chalupy v osadě Vrabcov |
| Borovice lesní ve Starých Splavech                                             | Borovice lesní ve Starých Splavech                 | Doksy 50°35′25″ s. š., 14°38′2″ v. d.                   | borovice lesní                                                                                              | 302 | 102164 Q26787629 | Kategorie „Borovice lesní ve Starých Splavech“ na Wikimedia Commons                    | V obci, na hrázi Máchova jezera, první strom v řadě |
| Dub ve Starých Splavech                                                        | Dub ve Starých Splavech                            | Doksy 50°35′31″ s. š., 14°38′6″ v. d.                   | dub letní                                                                                                   | 344 | 102163 Q26787628 | Kategorie „Dub ve Starých Splavech“ na Wikimedia Commons                               | V obci, na hrázi Máchova jezera |
| Lípa u železničního přejezdu ke hřbitovu v Doksech                             | Lípa u železničního přejezdu ke hřbitovu v Doksech | Doksy 50°33′40″ s. š., 14°39′46″ v. d.                  | lípa malolistá                                                                                              | 535 | 102214 Q26787668 |                                                                                        | U můstku přes železniční trať, ke hřbitovu, do kmene vrostlá kaplička |
| Skupina tří stromů borovice limby na Klůčku v Doksech †                        |                                                    | Doksy                                                   | borovice limba (3)                                                                                          | 0 | 104473           |                                                                                        | Na rozhraní lesního dubového a smíšeného porostu, cca 200 m za můstkem ke Klůčku jihozápadním směrem                                                                                            |
| Jilm v Dolní Světlé pod Luží †                                                 | Jilm v Dolní Světlé pod Luží                       | Dolní Světlá                                            | jilm horský                                                                                                 | 306 | 106073 Q26790692 |                                                                                        | Na zahradě domu č.p. 48. Ochrana zrušena 2. listopadu 2023. Důvodem zrušení byl špatný zdravotní stav, který ohrožuje majetek a zdraví osob.                                                    |
| Lípa u Nedvězí                                                                 |                                                    | Dražejov u Dubé                                         | lípa malolistá                                                                                              | 410 | 102197 Q26787656 |                                                                                        | V Nedvězí u posledního domu (čp. 24) směrem na Dražejov |
| Lípa v Drnovci                                                                 | Lípa v Drnovci                                     | Drnovec                                                 | lípa srdčitá                                                                                                | 444 | 102170 Q26787635 |                                                                                        | V centru obce, na hraně terasy nad místní komunikací, na travnatém svahu |
| Platan javorolistý                                                             | Platan javorolistý                                 | Dřevčice 50°34′38″ s. š., 14°29′47″ v. d.               | platan javorolistý                                                                                          | 240 | 102209 Q26787665 |                                                                                        | V obci na návsi poblíž požární nádrže |
| Lípa Vrabcov                                                                   | Lípa Vrabcov                                       | Dubá                                                    | lípa malolistá                                                                                              | 398 | 102183 Q26787646 |                                                                                        | Na stráni u bývalého mlýna Vrabcov |
| Císařské duby                                                                  |                                                    | Hlemýždí 50°42′26″ s. š., 14°42′43″ v. d.               | dub letní                                                                                                   | 255−310 | 106347 Q76810079 | Kategorie „Císařské duby (Hlemýždí)“ na Wikimedia Commons                              | Skupina šesti cca 120 let starých stromů roste v travnatém ostrůvku uprostřed křižovatky asfaltové komunikace s dvěma nezpevněnými cestami, proti domu čp. 15. Stromy chráněny od 27. 11. 2019. |
| Jabloň v poli u sádek v obci Holany †                                          |                                                    | Holany                                                  | jabloň | 190 | 104890           |                                                                                        | V obci, v neudržované aleji |
| Moruše v Čapích Dvorech                                                        |                                                    | Holany 50°37′57″ s. š., 14°29′23″ v. d.                 | morušovník bílý                                                                                             | 190 | 102215 Q26787669 | Kategorie „Moruše v Čapích Dvorech“ na Wikimedia Commons                               | V obci v zahradě rodinného domku čp. 5 |
| Dub v Horní Libchavě (Dub u Šporky)                                            |                                                    | Horní Libchava 50°42′35″ s. š., 14°30′34″ v. d.         | dub letní                                                                                                   | 422 | 102168 Q26787633 | Kategorie „Dub u Šporky“ na Wikimedia Commons                                          | Na travnatém svahu u potoka Šporky, pod Vinným vrchem, u cesty k Prostřednímu manušickému rybníku                                                                                               |
| Lípa na Slunečné                                                               | Lípa na Slunečné                                   | Horní Libchava                                          | lípa malolistá                                                                                              | 530 | 102219 Q26787671 | Kategorie „Lípa na Slunečné“ na Wikimedia Commons                                      | Vedle polní cesty od hřbitova ve Slunečné, u rozcestí lesních cest; ev. č. CHKO 20 |
| Lípa v Horní Libchavě †                                                        |                                                    | Horní Libchava                                          | lípa malolistá                                                                                              | 489 | 102199           |                                                                                        | Poblíž hospodářských objektů na konci obce |
| Trnovník v Horní Libchavě †                                                    |                                                    | Horní Libchava                                          | trnovník bílý                                                                                               | 317 | 102200 Q26787658 |                                                                                        | V obci poblíž školy. Ochrana památného stromu byla zrušena 19. 6. 2019. |
| Lípy na rozcestí u Housky                                                      | Lípy na rozcestí u Housky                          | Houska                                                  | lípa malolistá (3)                                                                                          | 0 | 102195 Q26779362 | Kategorie „Lípy na rozcestí u Housky“ na Wikimedia Commons                             | u křížku na turistické stezce od zámku Houska na Vrátenskou horu |
| Hradčanská borovice                                                            | Památná borovice u rybníka Držník 01.jpg           | Hradčany nad Ploučnicí 50°36′39″ s. š., 14°43′15″ v. d. | borovice lesní                                                                                              | 305 | 104847 Q26789501 |                                                                                        | Na jihozápadní části hráze rybníka Držník v PR Hradčanské rybníky |
| Hradčanské duby                                                                |                                                    | Hradčany 50°37′34″ s. š., 14°42′53″ v. d.               | dub letní                                                                                                   | & Chyba ve výrazu: Neočekávaný operátor / Chyba ve výrazu: Neočekávaný operátor / Chyba ve výrazu: Neočekávaný operátor / Chyba ve výrazu: Neočekávaný operátor / Chyba ve výrazu: Neočekávaný operátor / Chyba ve výrazu: Neočekávaný operátor / Chyba ve výrazu: Neočekávaný operátor / Chyba ve výrazu: Neočekávaný operátor / Chyba ve výrazu: Neočekávaný operátor / Chyba ve výrazu: Neočekávaný operátor / Chyba ve výrazu: Neočekávaný operátor / Chyba ve výrazu: Neočekávaný operátor / Chyba ve výrazu: Neočekávaný operátor / Chyba ve výrazu: Neočekávaný operátor / Chyba ve výrazu: Neočekávaný operátor / -1.0000-0 | 106446           |                                                                                        | Tři duby v lesním porostu, na křižovatce dvou komunikací, historické silnice a lesní cesty. |
| Jilm v Hradčanech                                                              | Jilm v Hradčanech                                  | Hradčany nad Ploučnicí 50°37′5″ s. š., 14°42′21″ v. d.  | jilm horský                                                                                                 | 355 | 102194 Q26787654 |                                                                                        | V obci u cesty u oplocení rodinného domu |
| Alej Hvězda                                                                    | Alej Hvězda                                        | Hvězda pod Vlhoštěm                                     | lípa malolistá (22)                                                                                         | 0 | 102181 Q26791024 |                                                                                        | V obci po obou stranách silnice |
| Lípa v Jablonečku                                                              | Lípa v Jablonečku                                  | Jabloneček 50°35′21″ s. š., 14°50′30″ v. d.             | lípa malolistá                                                                                              | 852 | 102193 Q12058241 |                                                                                        | V lesním komplexu v bývalém Krupském dvoře (dnes zbořeniště) na území vojenského prostoru Ralsko                                                                                                |
| Lípa u kapličky                                                                | Lípa u kapličky                                    | Kamenický Šenov                                         | lípa velkolistá                                                                                             | 452 | 102172 Q26787637 | Kategorie „Lípa u kapličky v Kamenickém Šenově“ na Wikimedia Commons                   | V centru města, 4. odbočka vlevo z hlavní silnice z České Kamenice do Šenova |
| Lípa v Kozlech                                                                 |                                                    | Kozly u České Lípy                                      | lípa velkolistá                                                                                             | 675 | 102220 Q26787672 |                                                                                        | V obci vedle přístupové cesty k rodinnému domku čp. 109 |
| Duby u Kravař                                                                  |                                                    | Kravaře v Čechách                                       | dub letní (2)                                                                                               | 0 | 102185 Q26779351 |                                                                                        | U silnice Kravaře-Konojedy, blízko hájovny čp. 61 |
| Topol u kravařské hájovny                                                      |                                                    | Kravaře v Čechách                                       | topol černý                                                                                                 | 510 | 102221 Q26787673 |                                                                                        | U silnice směrem na Konojedy, poblíž hájovny čp. 61 |
| Tis v Krompachu                                                                | Tis v Krompachu                                    | Krompach                                                | tis červený                                                                                                 | 234 | 102190 Q26787651 | Kategorie „Tisy v Krompachu“ na Wikimedia Commons                                      | V obci za potokem ve svahu za objektem čp. 127 |
| Tis v Krompachu                                                                | Tis v Krompachu                                    | Krompach                                                | tis červený                                                                                                 | 175 | 102218 Q12059041 | Kategorie „Tisy v Krompachu“ na Wikimedia Commons                                      | V obci, na louce za potokem, u staré chalupy č. 127, v oplocení |
| Tis v Krompachu – v louce                                                      | Tis v Krompachu – v louce                          | Krompach                                                | tis červený                                                                                                 | 284 | 102217 Q26787670 | Kategorie „Tisy v Krompachu“ na Wikimedia Commons                                      | V horní části obce za čp. 25, na louce za školou |
| Lípa pod hřbitovem                                                             |                                                    | Kruh v Podbezdězí                                       | lípa malolistá                                                                                              | 280 | 102196 Q26787655 |                                                                                        | Na svahu vpravo u cesty ke hřbitovu |
| Lípa velkolistá u kapličky                                                     |                                                    | Loubí 50°36′19″ s. š., 14°29′20″ v. d.                  | lípa velkolistá                                                                                             | 460 | 102162 Q26787627 |                                                                                        | Na okraji lesního komplexu u kapličky, severně od vsi |
| Lípa velkolistá v osadě Tovolka                                                |                                                    | Loubí 50°35′41″ s. š., 14°28′44″ v. d.                  | lípa velkolistá                                                                                             | 438 | 106331 Q73591017 |                                                                                        | U domu čp. 43 východně od vsi Loubí, v osadě Tovolka. Strom chráněn od 1. 4. 2019. |
| Lípa v Luhově                                                                  |                                                    | Luhov u Mimoně 50°42′30″ s. š., 14°44′56″ v. d.         | lípa velkolistá                                                                                             | 560 | 102208 Q26787664 |                                                                                        | V obci, torzo kmene u plotu zahrady rodinného domku u místní komunikace |
| 7 ks dubů letních Luka                                                         |                                                    | Luka                                                    | dub letní (7)                                                                                               | 0 | 105151 Q26779360 |                                                                                        | V lesním plášti při hranici pozemku s travním porostem cca 200 m východně od zastavěné části sídla Luka; tzv. "hraniční stromy"; obvod kmenů: do 235 cm do 474 cm                               |
| Dub v Lukách                                                                   |                                                    | Luka                                                    | dub letní                                                                                                   | 438 | 102161 Q26787626 |                                                                                        | V lesním porostu na jihovýchodním okraji obce |
| Buk v Manušicích                                                               | památný buk lesní na severozápadním okraji Manušic | Manušice                                                | buk lesní                                                                                                   | 399 | 102189 Q26787649 | Kategorie „Buk v Manušicích“ na Wikimedia Commons                                      | Na severozápadním okraji vsi |
| Borovice lesní v Mařenicích                                                    | Borovice lesní v Mařenicích                        | Mařenice                                                | borovice lesní                                                                                              | 205 | 102216 Q11232594 |                                                                                        | U silnice z Mařenic do Heřmanic, cca 1 km od obce |
| Javor mléč v Mařeničkách †                                                     |                                                    | Mařeničky                                               | javor mléč                                                                                                  | 465 | 104474           |                                                                                        | V obci na návrší u odchovny jalovic |
| Památný buk v Mimoni                                                           | Památný buk v Mimoni                               | Mimoň 50°39′29″ s. š., 14°42′56″ v. d.                  | buk lesní červenolistý                                                                                      | 275 | 105799 Q26790379 |                                                                                        | Východně od vlakového nádraží ve skupině stromů |
| Zámecká lípa                                                                   |                                                    | Mimoň 50°39′31″ s. š., 14°43′38″ v. d.                  | lípa velkolistá                                                                                             | 405 | 105798 Q26790376 |                                                                                        | Nejsevernější strom ze skupiny stromů u opěrné zdi regulace nad pravým břehem Ploučnice |
| Lípa v Novinách pod Ralskem                                                    | Lípa v Novinách pod Ralskem                        | Noviny pod Ralskem 50°41′28″ s. š., 14°44′31″ v. d.     | lípa malolistá                                                                                              | 485 | 102213 Q26787667 | Kategorie „Lípa v Novinách pod Ralskem“ na Wikimedia Commons                           | V obci před hostincem, vpravo u silnice z Mimoně |
| Dub Palackého v Novém Boru                                                     | Dub Palackého v Novém Boru                         | Nový Bor 50°44′40″ s. š., 14°25′47″ v. d.               | dub letní                                                                                                   | 416 | 105359 Q26789809 |                                                                                        | Na jihozápadní travnaté ploše na Palackého náměstí |
| Lípa v Horových sadech v Novém Boru                                            |                                                    | Nový Bor 50°45′25″ s. š., 14°33′11″ v. d.               | lípa srdčitá                                                                                                | 542 | 102166 Q26787630 |                                                                                        | Poblíž centra města, v severním okraji Horových sadů |
| Platan zdraví                                                                  |                                                    | Nový Bor 50°45′47″ s. š., 14°32′51″ v. d.               | platan javorolistý                                                                                          | 313 | 105689 Q26790236 |                                                                                        | V areálu LDN Nový Bor v jihovýchodním okraji parkové plochy |
| Skupina stromů a keřů v Novém Boru                                             |                                                    | Nový Bor 50°45′35″ s. š., 14°33′30″ v. d.               | modřín opadavý (1) tis červený (1) dub letní sloupovitý (1) šácholan přišpičatělý (1) cypřišek nootecký (1) | 0 | 102204 Q26779369 |                                                                                        | V místním soukromém alpinu, za domem bývalých slunečních lázní |
| Moruše bílá v Oknech                                                           | Moruše bílá v Oknech                               | Okna v Podbezdězí 50°31′41″ s. š., 14°40′19″ v. d.      | morušovník bílý                                                                                             | 174 | 102198 Q26787657 | Kategorie „Moruše bílá v Oknech“ na Wikimedia Commons                                  | V obci za kostelem na východní straně |
| Jírovec u čp. 38                                                               |                                                    | Pavličky                                                | jírovec maďal                                                                                               | 350 | 102186 Q26787647 |                                                                                        | V obci u silnice, na zahradě domu čp. 38 |
| Lípa v Lešnici                                                                 |                                                    | Pavličky                                                | lípa malolistá                                                                                              | 423 | 102178 Q26787643 |                                                                                        | U samoty Lešnice, severně od osady Pavličky |
| Lípa v Pavlovicích                                                             | Lípa u kostela v Pavlovicích                       | Pavlovice u Jestřebí 50°35′48″ s. š., 14°32′8″ v. d.    | lípa velkolistá                                                                                             | 620 | 102207 Q26787663 | Kategorie „Tilia platyphyllos in Pavlovice (Česká Lípa District)“ na Wikimedia Commons | V obci na návsi na jihovýchodní straně kostela |
| Lípa v Pertolticích                                                            |                                                    | Pertoltice pod Ralskem 50°40′57″ s. š., 14°43′12″ v. d. | lípa velkolistá                                                                                             | 620 | 102171 Q26787636 |                                                                                        | V obci u komunikace vlevo ve směru z Mimoně na Brniště |
| Lípa v Práchni                                                                 | Lípa v Práchni                                     | Prácheň                                                 | lípa malolistá                                                                                              | 370 | 102173 Q26787638 | Kategorie „Lípa malolistá v Práchni“ na Wikimedia Commons                              | Na konci osady, blízko křižovatky cest do Frentálu a na Českou skálu |
| 2 duby v lesním porostu pod Dlouhým vrchem v Provodíně †                       |                                                    | Provodín                                                | dub letní (2)                                                                                               | 0 | 104472           |                                                                                        | V lesním porostu pod Dlouhým vrchem |
| Douglaska u Provodína                                                          |                                                    | Provodín 50°37′11″ s. š., 14°36′35″ v. d.               | douglaska tisolistá                                                                                         | 245 | 102192 Q26787653 |                                                                                        | Na jižním svahu Dlouhého vrchu, cca 1,5 m od silnice a 15 m od bývalé hájovny |
| Lípa ve Skalici                                                                |                                                    | Skalice u České Lípy                                    | lípa malolistá                                                                                              | 461 | 104646 Q26789306 |                                                                                        | Na obhospodařovaných pozemcích poblíž zemědělského areálu; stáří cca 280 let |
| Lípa u silnice Blíževedly-Rašovice                                             | Lípa u silnice Blíževedly-Rašovice                 | Skalka u Blíževedel                                     | lípa malolistá                                                                                              | 425 | 102179 Q26787644 | Kategorie „Lípa u silnice Blíževedly – Rašovice“ na Wikimedia Commons                  | Nad zbytkem pomníčku u silnice Blíževedly-Rašovice |
| Skupina ve Skalce                                                              | Skupina ve Skalce                                  | Skalka u Blíževedel                                     | javor klen (1) lípa malolistá (1)                                                                           | 0 | 102180 Q26779357 | Kategorie „Skupina ve Skalce“ na Wikimedia Commons                                     | V obci před domem |
| Lípa širokolistá ve Sloupu v Čechách                                           | Lípa širokolistá ve Sloupu v Čechách               | Sloup v Čechách 50°44′13″ s. š., 14°35′18″ v. d.        | lípa velkolistá                                                                                             | 720 | 102203 Q12054820 | Kategorie „Lípa širokolistá ve Sloupu v Čechách“ na Wikimedia Commons                  | V obci u místní komunikace proti čp.109 |
| Lípa ve Staré Lípě †                                                           |                                                    | Stará Lípa                                              | lípa velkolistá                                                                                             | 380 | 105295           |                                                                                        | U cesty do Písečné, na okraji sídliště Špičák |
| Lípa u Stružnice                                                               |                                                    | Stružnice 50°42′8″ s. š., 14°27′50″ v. d.               | lípa velkolistá                                                                                             | 523 | 105828 Q26790401 | Kategorie „Lípa u Stružnice“ na Wikimedia Commons                                      | V polích nedaleko silnice Stružnice-Horní Libchava |
| Lípa v zámeckém parku ve Stvolínkách                                           |                                                    | Stvolínky 50°37′58″ s. š., 14°25′21″ v. d.              | lípa velkolistá                                                                                             | 505 | 102176 Q26787641 |                                                                                        | V obci v neudržovaném zámeckém parku, nedaleko od silnice, od památníku za obcí vlevo |
| Modřín v zámeckém parku ve Stvolínkách                                         |                                                    | Stvolínky 50°37′59″ s. š., 14°25′21″ v. d.              | modřín opadavý                                                                                              | 207 | 102212 Q26787666 |                                                                                        | V obci v neudržovaném zámeckém parku |
| 6 buků v lesním porostu při východním úpatí vrchu Slavíček u Svitavy †         |                                                    | Svitava                                                 | buk lesní (6)                                                                                               | 0 | 105296           |                                                                                        | U cesty od Zahořínské kaple pod Břidličným vrchem |
| Duby ve Svitavě                                                                |                                                    | Svitava 50°43′48″ s. š., 14°38′4″ v. d.                 | dub letní (2)                                                                                               | 0 | 102187 Q26779367 |                                                                                        | Na horní hraně neudržované úvozové cesty vedoucí na hřbitov |
| 30 dubů tvořících alej podél obvodní zdi při severozápadní straně obory Vřísek | Pohled na alej z Máchovy vyhlídky na Vřísku        | Šváby 50°36′42″ s. š., 14°30′8″ v. d.                   | dub letní (30)                                                                                              | 0 | 102211 Q26790838 |                                                                                        | V severní části obory; 2 duby skáceny – zrušovací rozhodnutí nedoručeno |
| Lípa v Tachově                                                                 |                                                    | Tachov u Doks 50°32′36″ s. š., 14°38′8″ v. d.           | lípa velkolistá                                                                                             | 625 | 102206 Q26787662 |                                                                                        | V obci na návsi před čp. 11 |
| Lípa v Trávníku †                                                              |                                                    | Trávník u Cvikova                                       | lípa velkolistá                                                                                             | 493 | 102184           |                                                                                        | Jihovýchodně od návsi na louce u čp. 50 |
| Lípa u tvrze                                                                   |                                                    | Volfartice                                              | lípa malolistá                                                                                              | 338 | 102201 Q26787659 |                                                                                        | V severní části obce poblíž rekreačního domku vedle bývalé tvrze |
| Volfartická lípa                                                               | torzo Volfartické lípy                             | Volfartice                                              | lípa malolistá                                                                                              | 455 | 102174 Q26787639 | Kategorie „Volfartická lípa“ na Wikimedia Commons                                      | Na severním okraji obce u čp. 330 ve směru na Volfartickou Novou Ves |
| Dub ve Volfartické Nové Vsi                                                    | památný dub u bývalé školy ve Volfartické Nové Vsi | Volfartická Nová Ves                                    | dub letní                                                                                                   | 343 | 102169 Q26787634 | Kategorie „Dub ve Volfartické Nové Vsi“ na Wikimedia Commons                           | V centru osady, vedle bývalé školy čp. 65 |
| Borovice lesní v Zahrádkách u České Lípy                                       |                                                    | Zahrádky u České Lípy 50°37′56″ s. š., 14°32′13″ v. d.  | borovice lesní                                                                                              | 336 | 105113 Q26789681 |                                                                                        | zalesněný jižní svah údolí Robečského potoka; cca 10 m na západ od silnice Česká Lípa-Zahrádky na okraji lesního porostu                                                                        |